# Rivoluzione passiva
Rivoluzione passiva è un termine che si riferisce al mutamento significativo ma non brusco di un sistema politico, sociale e economico. Si tratta di una trasformazione lenta e graduale che può necessitare anni o generazioni per effettuarsi. È un'espressione coniata dal politico e filosofo Antonio Gramsci durante il periodo interbellico in Italia.
Gramsci utilizza il termine rivoluzione passiva in vari contesti con significati leggermente differenti. L'uso principale si centra nel contrasto della trasformazione passiva della società borghese del XIX secolo, con l'attivo processo rivoluzionario della borghesia in Francia. Identifica anche l'ascesa del fascismo in Italia come un processo di rivoluzione passiva.
La rivoluzione passiva è una trasformazione delle strutture politiche e istituzionali attuata al fine di evitare un processo sociale forte o veramente rivoluzionario. Gramsci usa il termine anche per riferirsi alle mutazioni delle strutture dell'economia capitalista, specialmente nell'analizzare lo sviluppo del sistema di fabbrica statunitense degli anni 1920 e 1930.